# Agrupació Regionalista Alacantina
La Agrupació Regionalista Alacantina (ARA) fue una entidad alicantina valencianista fundada en octubre de 1933, durante la Segunda República española, que tenía por objetivo la unificación y la autonomía del País Valenciano y que contaba entre sus miembros más destacados a Ángel Pascual como presidente, Emili Costa como presidente segundo, Enric Valor y Alfred Badenas como secretarios, y a Josep Ferrándiz o Josep Coloma como vocales.
En julio de 1934 organizó en el salón de fiestas del Ateneo, los actos de clausura de la Tercera Semana Cultural Valenciana, presidida por el alcalde alicantino Lorenzo Carbonell; por Eliseu Gómez, directivo del Ateneo y hermano de Nicolau Primitiu; y por Sanchis Zabalza, foguerer major.
La agrupación fue la promotora del cambio de nombre de la actual plaza de los Luceros (llamada en ese momento plaza de la Independencia) por el de plaza de Catalunya, en homenaje al territorio hermano que acababa de conseguir un estatuto de autonomía, que fue aprobado por el consistorio el 27 de julio de 1934, con Carbonell de alcalde.
La entidad estuvo ligada al periódico El Tio Cuc y mantuvo buenas relaciones con la Agrupación Valencianista Republicana.